# (9412) 1995 GZ8
A (9412) 1995 GZ8 a Naprendszer kisbolygóövében található aszteroida. Ueda Szeidzsi és Kaneda Hirosi fedezte fel 1995. április 4-én.